# La Sainte Farce
 (mars 2020).
Si vous disposez d'ouvrages ou d'articles de référence ou si vous connaissez des sites web de qualité traitant du thème abordé ici, merci de compléter l'article en donnant les références utiles à sa vérifiabilité et en les liant à la section « Notes et références ».
La Sainte Farce est un téléfilm français réalisé par Jean Pignol, sorti en 1972 en France.
Le téléfilm est un éloge aux troupes théâtrales qui, malgré les difficultés et les disettes qu'elles peuvent éprouver, conservent une volonté toute particulière. Les références aux pièces classiques sont par conséquent nombreuses et diverses.

## Synopsis
Les habitants d'un bidonville de banlieue se constituent en compagnie théâtrale après la rencontre entre un comédien déchu et démuni, Miguel Arguamasilia et Isidor Dupin, organisateur de tournées...à court d'argent. Très vite, le cortège est lancé et sillonne la France à bord d'un vieil autobus rouillé. Les représentations sont difficiles et le public mince mais la troupe conserve une énergie remarquable. 
Cependant, les relations au sein de la compagnie s'épuisent et l'arrestation de M. Dupin ne va rien arranger.

## Fiche technique
- Titre : La Sainte Farce
- Réalisation : Jean Pignol[2]
- Scénario : Robert Sabatier, d'après le roman du même nom de Robert Sabatier[3]
- Montage : Marcel Haissant et Roger Amiot
- Musique : Francis Lemarque
- Orchestre sous la direction de : André Livernaux
- Son : Jules Dantan et Pierre Watine
- Mixage : J-P. Quiquempois
- Photographie : Marc Fossard
- Image : Roger Fontana et Pierre Valet
- Générique : Michèle Tillier
- Décors : Janine Thomann
- Ensemblier : Michel François
- Costumes : Yvonne Sassinot de Nesle
- Scripte : Aline Lecomte
- Format : Couleur
- Durée : 1h27min
- Date de sortie : 6 mai 1972 à 20h30 sur l'ORTF[4]

## Distribution
- Philippe Clay : Miguel Arguamasilia dit "Argua"
- Jean Lefebvre : Isidor Dupin, le gérant de la compagnie "Dupin Père et Fils"
- Francis Lax : Gilles Gauthier
- Dominique de Keuchel : Frédérico dit "Rico"
- Jean Sagols : Touraine
- René Havard : M. Zéfir dit "Zeffe"
- Maria Meriko : Moreno
- Christine Laurent : Clélia
- Jean Pignol : Victor-Napoléon-Alexandre, l'auteur dramatique
- Dominique Vincent : Libellule
- Roger Trapp : le client du bar qui parle théâtre
- Simone Duhart : Emma, la concierge
- Jo Charrier : le patron de la brasserie
- Jean-François Garreaud : le siffleur du bar (non crédité)
- Paul Renard : le gendarme près du château
- Michèle Dalbard : une des conquêtes de Rico qui lave son dos
- Christine Caysac : la prostituée, habituée d'Alexandre
- L'âne Antoine : Andrinople

## Autour du film
- La plupart des scènes ont été tournées dans la région Auvergne-Rhône-Alpes au milieu des coteaux, plus précisément à Montbrun-les-Bains.
- Tournage au Musée Grévin et dans les faubourgs d'Île de France.